# ريم عكرا
ريم عكرا(ولدت في بيروت) هي مصممة أزياء لبنانية، درست في الجامعة اللبنانية الأمريكية ثم هاجرت إلى الولايات المتحدة الأمريكية. درست في معهد الأزياء والتكنولوجيا في مدينة نيويورك علما ان هذا المعهد درس فيه أشهر مصممي الأزياء مثل مايكل كورس وكالفن كلاين.
في عام 1997, أطلقت عكرا مجموعة لفساتين الزفاف أعجبت النقاد وأصبحت من كبار مصممي فساتين الزفاف وأطلقت بعد ذلك مجموعات للخياطة الرفيعة والملابس الجاهزة. تباع تصاميمها في أشهر متاجر الأزياء في العالم مثل Saks Fifth Avenue وBergdorf Goodman.
احتلت فساتينها أغلفة أشهر مجلات الأزياء مثل Vogue وElle وMarie Claire. جذبت تصاميم ريم عكرا للخياطة الرفيعة وفساتين الزفاف الكثير من الممثلات والمغنيات.

## شهيرات ارتدين من ريم عكرا
تايلور سويفت، هالي بيري، مارشا كروس، سيلينا غوميز، إيفا لانغوريا، أوليفيا وايلد، كاثرين زيتا جونز، أنجلينا جولي ومادونا، أنابيلا هلال وغيرهم.

## ريم عكرا في المسلسلات الأمريكية
ظهرت تصاميم ريم عكرا في فتاة النميمة (مسلسل)، كما ظهرت تصاميمها في مسلسل بيتي القبيحة.